# François Mansuy Thiry
Pour les articles homonymes, voir Mansuy et Thiry.
François Mansuy, baron Thiry, né à Nancy le 16 novembre 1765 et mort à Nancy le 8 décembre 1854, est un avocat et homme politique français.

## Biographie
Fils de Jean-François Thiry, avocat à la cour souveraine et conseils du roi, et d'Anne Bailly, il était avocat dans sa ville natale au moment de la Révolution. Partisan des idées nouvelles, il entra dans l'administration municipale de cette ville ; il était, à l'époque du 18 brumaire, commissaire du gouvernement à Château-Salins et à Dieuze. Élu, le 8 prairial an VIII, par le Sénat conservateur, député de la Meurthe au Corps législatif, il vit son mandat renouvelé le 4e jour complémentaire de l'an XIII, et le 4 mai 1811. Au retour de l'île d'Elbe, il rentra dans la vie privée, ayant adhéré à la déchéance de l'empereur, qui l'avait créé baron le 12 avril 1813. Il fut nommé directeur des abattoirs de Paris sous la Restauration.
Il se maria à sa cousine Catherine Charlotte Régnier de Massa, fille du duc de Massa. Ils sont les parents de Charles Ambroise Thiry, général de division, et de François Augustin Thiry, officier d'ordonnance de Louis-Philippe Ier, général de division et sénateur du Second Empire.

## Sources
- « François Mansuy Thiry », dans Adolphe Robert et Gaston Cougny, Dictionnaire des parlementaires français, Edgar Bourloton, 1889-1891 [détail de l’édition]